# Endre Szemerédi
Dans le nom hongrois Szemerédi Endre, le nom de famille précède le prénom, mais cet article utilise l’ordre habituel en français Endre Szemerédi, où le prénom précède le nom.
Endre Szemerédi ([ˈɛndɾɛ], [ˈsɛmɛɾeːdi]), né le 21 août 1940 à Budapest, est un mathématicien hongrois, spécialisé dans la recherche en analyse combinatoire. Il est lauréat du prix Abel en 2012.

## Biographie
Endre Szemerédi commence ses études en faculté de médecine, qu'il interrompt au bout d'un an après avoir suivi les cours de Pál Turán sur la théorie des nombres. Il s'inscrit plus tard en mathématiques et obtient son master de sciences à l'université Loránd Eötvös en 1965 — où il étudie sous la direction de Paul Erdős —, puis son doctorat à l'université d'État de Moscou sous la direction d’Israel Gelfand en 1970,.
Membre de l'Académie hongroise des sciences depuis 1987, Endre Szemerédi est spécialiste des mathématiques dites discrètes. Il est chercheur à l'Institut de recherches mathématiques Alfréd Rényi de l'académie, il enseigne également l'informatique à l'université Rutgers dans le New Jersey.

## Travaux mathématiques
Endre Szemerédi est surtout connu pour avoir démontré en 1975 une conjecture d'Erdős et Turán : si une suite d'entiers naturels possède une densité asymptotique supérieure positive alors, pour tout k, elle contient une suite arithmétique de longueur k. C'est le théorème de Szemerédi.
Il a beaucoup publié avec Erdős, dont le théorème d'Erdős-Szemerédi.
Il est aussi l'auteur de plusieurs théorèmes en théorie des graphes, dont le théorème de Hajnal-Szemerédi qui affirme qu'on peut colorier de façon équitable un graphe de degré maximal Δ en utilisant Δ + 1 couleurs. Le lemme de régularité de Szemerédi qui porte sur la structure des grands graphes est un résultat utilisé en informatique théorique, notamment pour le test de propriété.
Le théorème de Szemerédi-Trotter est un résultat de géométrie combinatoire.

## Récompenses
- 1973 : Prix Rényi de l'Académie hongroise des sciences
- 1975 : Prix Pólya de la London Mathematical Society.
- 2008 : Prix Leroy P. Steele de l'American Mathematical Society, Prix Schock de l'Académie royale des sciences de Suède
- 2012 : Prix Abel de l'Académie royale des sciences de Norvège « pour ses contributions fondamentales en mathématiques discrètes et informatique théorique, et en reconnaissance de l'influence profonde et durable de ces contributions à la théorie additive des nombres et à la théorie ergodique[trad 1],[6]. »
- 2020 : Grand'croix de l'ordre de Saint-Étienne de Hongrie

### Citations originales
1. ↑  (en) « for his fundamental contributions to discrete mathematics and theoretical computer science, and in recognition of the profound and lasting impact of these contributions on additive number theory and ergodic theory »